# Maurits Adriaan de Savornin Lohman

Maurits Adriaan de Savornin Lohman (1890)

Jhr. Maurits Adriaan de Savornin Lohman (* 9. Januar 1832 in Groningen; † 12. Juli 1899 in Den Haag) war ein niederländischer Jurist und Kolonialbeamter, der unter anderem von 1889 bis 1891 Gouverneur von Niederländisch-Guayana (Suriname) war.

## Leben
Maurits Adriaan de Savornin Lohman stammte aus der bekannten Familie Savornin Lohman. Sein Großvater Maurits Adriaan de Savornin Lohman war Mitglied der Versammlung der Notabeln sowie einige Jahre Bürgermeister von Groningen, ebenso sein Onkel Herman de Ranitz. Sein jüngerer Bruder Sebastiaan Mattheus Sigismund de Savornin Lohman war viele Jahre Mitglied sowie zuletzt Präsident des Rechnungshofes (Algemene Rekenkamer), während sein jüngster Bruder Alexander de Savornin Lohman mit Unterbrechungen 40 Jahre lang Mitglied der Ersten oder Zweiten Kammer der Generalstaaten, zeitweise Innenminister, langjähriger Fraktionsvorsitzender sowie Staatsminister war. Er selbst begann nach dem Schulbesuch ein Studium der Rechtswissenschaften an der Reichsuniversität Groningen und schloss dort am 30. März 1855 seine Promotion zum Doktor der Rechte ab. Nachdem er vom 1. Februar 1860 bis 1. Mai 1861 stellvertretender Staatsanwalt in Amersfoort war, fungierte er zwischen dem 1. Mai 1861 und dem 1. Dezember 1870 zunächst als stellvertretender Staatsanwalt sowie daraufhin vom 1. Dezember 1870 bis 1. Oktober 1886 als Staatsanwalt in Assen. Durch Königlichen Erlass (Koninklijk Besluit) vom 9. September 1886 wurde er als Nachfolger von Clemens Polis zum Advocaat-generaal bij de Hoge Raad der Nederlanden ernannt und damit zum Generalanwalt beim Hohen Rat, dem Obersten Gerichtshof der Niederlande, und bekleidete dieses Amt vom 1. Oktober 1886 bis 15. Oktober 1888, woraufhin Jacob Gerard Patijn sein dortiger Nachfolger wurde.
Am 30. Januar 1889 wurde Maurits Adriaan de Savornin Lohman als Nachfolger von Hendrik Jan Smidt und einer kommissarischen Amtsführung von Warmolt Tonckens vom 18. Juli 1888 bis zum 30. Januar 1889 Gouverneur von Niederländisch-Guayana (Suriname). Seine Amtszeit war von Konflikten geprägt. Während der Feierlichkeiten zum 25. Jahrestag der des Kolonialparlaments (Staten van Suriname) im Mai 1891 kam es zu schweren Unruhen, die in einem Volksaufstand gipfelten, bei dem eine Person starb. Eine von ihm vorgeschlagene Reduzierung der Volkszählung wurde daher von den Staten van Suriname abgelehnt. Sein Abschied wurde von der Bevölkerung mit Jubel begrüßt.
Aus seiner am 30. März 1860 geschlossenen Ehe mit Jonkvrouw Florentina Johanna Alberda van Ekenstein gingen vier Söhne und die Tochter Catharina Anna Maria de Savornin Lohman (1868–1930) hervor, die als Schriftstellerin, Kritikerin und Journalistin tätig war.